# イウリアン・フィリペスク
イウリアン・フィリペスク（Iulian Sebastian Filipescu,1974年3月29日）は、ルーマニア出身のサッカー選手。元ルーマニア代表である。ポジションはDF。

## 経歴
センターバックが本職だが、センターハーフもこなす。ボール奪取のスペシャリストである。1993年、リーガ1のステアウア・ブカレストからデビューした。ステアウアでは1992-93シーズンから1996-97シーズンまで5シーズン連続でリーグ制覇し、移籍したガラタサライでは1997-98シーズンと1998-99の2シーズン連続でリーグ制覇した。計7シーズン連続でリーグタイトルを獲得した。
2006年、ブンデスリーガ2部のMSVデュースブルクに移籍した。
ルーマニア代表には1996年のユーゴスラビア代表戦でデビューした。UEFA EURO '96、1998 FIFAワールドカップ、UEFA EURO 2000に出場した。1999年8月18日、キプロス代表戦で唯一となる得点を挙げた。2003年までに52試合に出場した。

## 代表歴

### 出場大会
- ルーマニア代表
  - 1998 FIFAワールドカップ

### 試合数
- 国際Aマッチ 52試合 1得点（1996年-2003年）[2]

| ルーマニア代表 | 国際Aマッチ | 国際Aマッチ |
| 年             | 出場        | 得点        |
| -------------- | ----------- | ----------- |
| 1996           | 9           | 0           |
| 1997           | 4           | 0           |
| 1998           | 10          | 0           |
| 1999           | 7           | 1           |
| 2000           | 11          | 0           |
| 2001           | 6           | 0           |
| 2002           | 2           | 0           |
| 2003           | 3           | 0           |
| 通算           | 52          | 1           |

## タイトル
- ステアウア・ブカレスト
  - リーガ1 1993, 1994, 1995, 1996, 1997
  - クパ・ロムニエイ 1996, 1997
- ガラタサライ
  - トルコ・シュペルリガ 1998, 1999
  - トルコカップ 1999
- FCチューリッヒ
  - スーパーリーグ 2003